# Vice primer ministro de Japón
El vice primer ministro de Japón (副総理 Fuku-sōri?) es un miembro sénior del Gabinete de Japón. El cargo de vice primer ministro no es una posición permanente y existe bajo la discreción del primer ministro.
El vice primer ministro no tiene poderes especiales, aunque ellos pueden tener responsabilidades particulares en el gabinete. No suceden automáticamente al primer ministro, aunque pueden asumirlo cuando el último esté incapacitado o renuncie al liderazgo del partido político. 

## Lista de viceprimer ministros
| Partido político |
| --- |
| Partido Progresista Liberal de Japón - Democrático Liberal - Liberal Democrático - Democrático de Japón Liberal Democrático Renovación Nuevo Partido de Japón Democrático Socialista |

| Vice primer ministro | Vice primer ministro | Vice primer ministro                                        | Período                  | Período                 | Período | Primer ministro   | Primer ministro   |
| Imagen               | Imagen               | Nombre                                                      | Inicio                   | Fin                     | Días    | Primer ministro   | Primer ministro   |
| -------------------- | -------------------- | ----------------------------------------------------------- | ------------------------ | ----------------------- | ------- | ----------------- | ----------------- |
|                      |                      | Kijūrō Shidehara 幣原 喜重郎 Shidehara Kijūrō (1872–1951)   | 3 de mayo de 1947        | 24 de mayo de 1947      | 21      |                   | Shigeru Yoshida   |
| Vacante              | Vacante              | Vacante                                                     | 1947                     | 1947                    | 8       |                   | Tetsu Katayama    |
|                      |                      | Hitoshi Ashida 芦田 均 Ashida Hitoshi (1887–1959)           | 1 de junio de 1947       | 10 de marzo de 1948     | 283     |                   | Tetsu Katayama    |
|                      |                      | Suehiro Nishio 西尾 末広 Nishio Suehiro (1891-1981)         | 10 de marzo de 1948      | 6 de julio de 1948      | 118     |                   | Hitoshi Ashida    |
| Vacante              | Vacante              | Vacante                                                     | 1948                     | 1948                    | 87      |                   | Hitoshi Ashida    |
|                      |                      | Jōji Hayashi 林 譲治 Hayashi Jōji (1889-1960)               | 19 de octubre de 1948    | 13 de marzo de 1951     | 875     |                   | Shigeru Yoshida   |
| Vacante              | Vacante              | Vacante                                                     | 1951-1952                | 1951-1952               | 626     |                   | Shigeru Yoshida   |
|                      |                      | Taketora Ogata 緒方 竹虎 Ogata Taketora (1888-1956)         | 28 de noviembre de 1952  | 10 de diciembre de 1954 | 742     |                   | Shigeru Yoshida   |
|                      |                      | Mamoru Shigemitsu 重光 葵 Shigemitsu Mamoru (1887-1957)     | 10 de diciembre de 1954  | 23 de diciembre de 1956 | 744     |                   | Ichirō Hatoyama   |
|                      |                      | Mamoru Shigemitsu 重光 葵 Shigemitsu Mamoru (1887-1957)     | 10 de diciembre de 1954  | 23 de diciembre de 1956 | 744     |                   | Ichirō Hatoyama   |
| vacante              | vacante              | vacante                                                     | 1956-1957                | 1956-1957               | 148     |                   | Tanzan Ishibashi  |
|                      |                      | Mitsujirō Ishii 石井 光次郎 Ishii Mitsujirō (1889-1981)     | 20 de mayo de 1957       | 12 de junio de 1958     | 388     |                   | Nobusuke Kishi    |
| Vacante              | Vacante              | Vacante                                                     | 1958-1959                | 1958-1959               | 371     |                   | Nobusuke Kishi    |
|                      |                      | Shūji Masutani 益谷 秀次 Masutani Shūji (1888-1978)         | 18 de junio de 1959      | 19 de julio de 1960     | 397     |                   | Nobusuke Kishi    |
| Vacante              | Vacante              | Vacante                                                     | 1960-1972                | 1960-1972               | 4424    |                   | Hayato Ikeda      |
| Vacante              | Vacante              | Vacante                                                     | 1960-1972                | 1960-1972               | 4424    | Eisaku Satō       |                   |
| Vacante              | Vacante              | Vacante                                                     | 1960-1972                | 1960-1972               | 4424    |                   |                   |
|                      |                      | Takeo Miki 三木 武夫 Miki Takeo (1907-1988)                 | 29 de agosto de 1972     | 12 de julio de 1974     | 682     |                   | Kakuei Tanaka     |
| Vacante              | Vacante              | Vacante                                                     | 1974                     | 1974                    | 150     |                   | Kakuei Tanaka     |
|                      |                      | Takeo Fukuda 福田 赳夫 Fukuda Takeo (1905-1995)             | 9 de diciembre de 1974   | 6 de noviembre de 1976  | 698     |                   | Takeo Miki        |
| Vacante              | Vacante              | Vacante                                                     | 1976-1980                | 1976-1980               | 1313    |                   |                   |
| Vacante              | Vacante              | Vacante                                                     | 1976-1980                | 1976-1980               | 1313    | Takeo Fukuda      |                   |
| Vacante              | Vacante              | Vacante                                                     | 1976-1980                | 1976-1980               | 1313    |                   |                   |
|                      |                      | Masayoshi Ito 伊東 正義 Itō Masayoshi (1913-1994)           | 11 de junio de 1980      | 17 de julio de 1980     | 36      |                   | Masayoshi Ōhira   |
| Vacante              | Vacante              | Vacante                                                     | 1980-1986                | 1980-1986               | 2196    |                   | Zenkō Suzuki      |
| Vacante              | Vacante              | Vacante                                                     | 1980-1986                | 1980-1986               | 2196    |                   |                   |
|                      |                      | Shin Kanemaru 金丸 信 Kanemaru Shin (1914-1996)             | 22 de julio de 1986      | 6 de noviembre de 1987  | 472     |                   | Yasuhiro Nakasone |
|                      |                      | Kiichi Miyazawa 宮澤 喜一 Miyazawa Kiichi (1919-2007)       | 6 de noviembre de 1987   | 9 de diciembre de 1988  | 399     |                   | Noboru Takeshita  |
| Vacante              | Vacante              | Vacante                                                     | 1988-1991                | 1988-1991               | 1061    |                   |                   |
| Vacante              | Vacante              | Vacante                                                     | 1988-1991                | 1988-1991               | 1061    | Sōsuke Uno        |                   |
| Vacante              | Vacante              | Vacante                                                     | 1988-1991                | 1988-1991               | 1061    | Toshiki Kaifu     |                   |
|                      |                      | Michio Watanabe 渡辺 美智雄 Watanabe Michio (1923-1995)     | 5 de noviembre de 1991   | 7 de abril de 1993      | 519     |                   | Kiichi Miyazawa   |
|                      |                      | Masaharu Gotōda 後藤田 正晴 Gotōda Masaharu (1914-2005)     | 8 de abril de 1993       | 9 de agosto de 1993     | 123     |                   | Kiichi Miyazawa   |
|                      |                      | Tsutomu Hata 羽田 孜 Hata Tsutomu (1935-2017)               | 9 de agosto de 1993      | 28 de abril de 1994     | 262     |                   | Morihiro Hosokawa |
| Vacante              | Vacante              | Vacante                                                     | 1994                     | 1994                    | 63      |                   | Tsutomu Hata      |
|                      |                      | Yōhei Kōno 河野 洋平 Kōno Yōhei (1937-)                     | 30 de junio de 1994      | 2 de octubre de 1995    | 459     |                   | Tomiichi Murayama |
|                      |                      | Ryutaro Hashimoto 橋本 龍太郎 Hashimoto Ryūtarō (1937-2006) | 2 de octubre de 1995     | 11 de enero de 1996     | 101     |                   | Tomiichi Murayama |
|                      |                      | Wataru Kubo 久保 亘 Kubo Wataru (1929-2003)                 | 11 de enero de 1996      | 7 de noviembre de 1996  | 301     |                   | Ryutaro Hashimoto |
| Vacante              | Vacante              | Vacante                                                     | 1996-2009                | 1996-2009               | 4696    |                   |                   |
| Vacante              | Vacante              | Vacante                                                     | 1996-2009                | 1996-2009               | 4696    | Keizō Obuchi      |                   |
| Vacante              | Vacante              | Vacante                                                     | 1996-2009                | 1996-2009               | 4696    | Yoshirō Mori      |                   |
| Vacante              | Vacante              | Vacante                                                     | 1996-2009                | 1996-2009               | 4696    | Junichiro Koizumi |                   |
| Vacante              | Vacante              | Vacante                                                     | 1996-2009                | 1996-2009               | 4696    | Shinzō Abe        |                   |
| Vacante              | Vacante              | Vacante                                                     | 1996-2009                | 1996-2009               | 4696    | Yasuo Fukuda      |                   |
| Vacante              | Vacante              | Vacante                                                     | 1996-2009                | 1996-2009               | 4696    | Tarō Asō          |                   |
|                      |                      | Naoto Kan 菅 直人 Kan Naoto (1946-)                         | 16 de septiembre de 2009 | 8 de junio de 2010      | 265     |                   | Yukio Hatoyama    |
| Vacante              | Vacante              | Vacante                                                     | 2010-2012                | 2010-2012               | 584     |                   | Naoto Kan         |
| Vacante              | Vacante              | Vacante                                                     | 2010-2012                | 2010-2012               | 584     |                   |                   |
|                      |                      | Katsuya Okada 岡田 克也 Okada Katsuya (1953-)               | 13 de enero de 2012      | 26 de diciembre de 2012 | 348     |                   | Yoshihiko Noda    |
|                      |                      | Tarō Asō 麻生 太郎 Asō Tarō (1940-)                         | 26 de diciembre de 2012  | 4 de octubre de 2021    | 3204    |                   | Shinzō Abe        |
|                      | Yoshihide Suga       | Tarō Asō 麻生 太郎 Asō Tarō (1940-)                         | 26 de diciembre de 2012  | 4 de octubre de 2021    | 3204    |                   |                   |
| Vacante              | Vacante              | Vacante                                                     | 2021-                    | 2021-                   | 1389    |                   | Fumio Kishida     |